# 土井垣将
土井垣 将（どいがき しょう）は、漫画『ドカベン』に登場する架空の人物。アニメ版の声優は森功至。

## 概要
- 捕手、一塁手。右投右打。山田世代より2つ上。愛称は「闘将」。山田が入部したばかりの時は自分のポジションを脅かす存在として、疎んじていた時期もあったが次第にその能力を認める様になる。洗濯作業に苦労する山田に洗濯機を提供するなど、さり気無い気遣いをみせている。日ハム時代に『大甲子園』での青田戦観戦中に、興奮しながらも球道の養父・中西選手に「（入部して来たとき）こいつ（山田）には敵わんと思った」と本音を漏らしている。東京スーパースターズで再度同じチームになった時も山田を軸として主砲の座に据える方針は変えなかった。
- 誕生日は7月11日（『プロ野球篇』以降の設定では1974年生まれ）。血液型はA型。身長180cm、体重75kg（プロ一年目）。
- かなりの強肩であり、明訓監督時代の弁慶戦の前に、打撃投手として150km/hの球を投げたことがある。
- 尊敬する選手は、大沢啓二（プロ入り当時の監督）と野村克也（大沢にはかなり買われており、高校卒業後に『ドカベン』連載時に監督だった大沢の日本ハムから1位指名を受けるが、徳川の後任の明訓高校野球部の監督を受け辞退した。山田太郎世代の明訓に不敗の可能性を感じ下記の通り敗北するまで監督を続け山田世代の夏の甲子園で弁慶高校に敗れるまで継続する事になる。公約通り、プロ指名1年浪人と言う容で大沢に指名されるが時系列的にも『ドカベン・プロ編』とは違う筈だが奇しくも「プロ編」では日本ハムは大沢監督の最終政権であり、大沢に指名された事になった）。
- 土井垣武をモデルの一人にしていると考えられている。ちなみに「土井垣」という苗字は、鳥取県を中心に存在する希少苗字。
- 後輩の岩鬼正美からは「どえがき」と呼ばれていた。これに対して土井垣は「上下関係のケジメをつけろ」と抗議したが、岩鬼から「闘う男に先輩も後輩も関係ない」と言い返され（アニメ版では当時の徳川監督も岩鬼に同調した）岩鬼には封建制度は通用しないとして諦めた。日ハム入りしてからも他の先輩から「どえがき」呼ばれる描写もある。しかし、スーパースターズの監督として最終回で「一番偉い人だから逆らえない」と岩鬼も最終的には敬意を払う様になっていた。逆に土井垣も『大甲子園』時代に「中西球道攻略の鍵は山田以外では岩鬼だ」と本心では認めている。

## 経歴

### 高校時代
- 明訓高校時代は、3年夏になるまで甲子園出場こそなかったものの、強肩強打の捕手として県外でも名の知れた存在だった（他県の人間である緒方勉が知るほど）。3年夏の県大会初戦の対白新高校戦の途中から、山田太郎にポジションを譲り、一塁手に転向する。主将及び4番として3年夏の甲子園で優勝を果たす。
- 強打として知られているが、作中で明白に確認できる限りでは高校生選手の公式戦では3年県予選で二塁打一本に留まり、甲子園大会では長打はなく単打のみである。
- 「おれぐらい野球センスがあるとどこを守っても一流よ」と嘯いていたが、3年夏の甲子園1回戦の通天閣高校戦ではタイムリーエラーを記録している。
- プロ野球ドラフト会議で日本ハムファイターズでは土佐丸高校の犬飼小次郎を差し置いてドラフト1位で指名されるが、「明訓が負けるまで入団しない」と宣言し、明訓の監督を務める。
- 明訓の監督としては基本的に4番打者の山田を信頼する采配を取っていた。記憶喪失状態だった山田をクリーンハイスクール戦で途中出場させたり、山田を連続敬遠していた江川学院の中二美夫に対しては、1点差を追う無死満塁で2番殿馬一人と3番山岡鉄司をわざと三振させ、満塁状態で山田を打席に立たせるようにした（それでも中は押し出し同点となる敬遠を選択した）。
- ドラフトの翌年夏の甲子園大会で弁慶高校に敗れたため、公約どおり日本ハムに入団した。

### プロ時代
- 1979年、プロ初出場となる南海ホークス戦（後楽園球場）で、村上之宏からプロ初打席代打逆転サヨナラ本塁打を放つ。この後に繋がる『大甲子園』では試合描写はないが、試合前に明訓VS青田戦をTV観戦している。チームメイトに中西球道の父（養子に迎えた義理の父）がおり、他の選手含めて日ハム内は盛り上がっていた。ただ、もう一人の主力として岩鬼を挙げており、内心実力を評価していた描写がある。
- 『プロ野球篇』では、1993年に日本ハムに入団したという設定。この年、打率.304、13本塁打の成績で新人王を獲得する。山田世代の入団後は、捕手として不知火守とバッテリーを組んだ。また、代打の切り札となっていたこともある。
- 2004年、選手兼任監督として東京スーパースターズに移籍。1年目は監督に専念していたが、2年目より一塁手、指名打者として出場している。
- 山田は「守備はフォアマンより星王の方がいいが、土井垣さんは星王よりはるかにいい。打撃は星王よりフォアマンの方がよく土井垣さんと互角。総合力から土井垣さんか」と一塁手としての土井垣を分析している。だが、2005年の日本シリーズで対戦した札幌華生堂メッツの五利一平は土井垣がスタメンなのを見て「土井垣か...フォアマンのほうが怖いで」とコメントし、水原勇気は「士気を高めるためじゃないの」とコメントしている。
- 2006年の四国アイアンドッグスとの開幕戦では、1試合21奪三振の日本記録を達成した直後の不知火からサヨナラ本塁打を放った。2007年の中日との日本シリーズ7戦目、故障した里中の代役を全員で務める「1イニング1投手」案を思いつき、自身も2回に登板。3者凡退に抑える。ちなみに、この試合ではスーパースターズ編で初めて捕手を務めた。
- 2009年、正捕手山田の故障で捕手不在のためキャンプ中に自ら捕手としての出場を明言し開幕戦で「4番・捕手」として出場。しかし試合は完封で敗れたうえに9回には審判の判定に猛抗議し初の退場処分となった。

## 主な記録
いずれもプロ野球において。
- 公式戦初打席代打逆転サヨナラ本塁打（1979年8月19日、対南海ホークス戦） - 史上初。
- 新人王（1993年）

## 背番号
- 0（19??年）（『ドカベン』）
- 00（19??年）（『大甲子園』） - 日本ハムに背番号0の中西大介（『球道くん』の中西球道の養父）がいたため、変更された。
- 02（19??年 - 2003年）（『プロ野球編』） - 0と00が実際に使用されたため。なお、北海道への移転後には球団の方針で0と00の使用を中止した。
- 30（2004年 - ）